# 荒湯 (宮城県)
荒湯（あらゆ）は、宮城県大崎市鳴子温泉鬼首にある地熱地帯。栗駒国定公園第一種特別地域内に位置する。標高は約600m。鳴子温泉街から北々西方向におよそ8キロメートルの地点、高日向山と荒雄岳との間にある。

## 地質
荒湯地獄には、かつて直径60m程の楕円形の窪地があり、中央部分は湯沼を形成しており無数の噴気孔から蒸気が立ちこもり水面を這い泥火山状を呈していた。この湯沼を水源地としておよそ200mあまりの堀状（深さ3m前後）の小さな湯沢を形成しており、湯沢にはブツブツと音を発しながら無数の自然湧出口があり強酸性の高温の温泉が湧出し、下流域の荒湯温泉方向に流れていた。鬼首地熱発電所の営業運転開始以降、環境が変化し、泥火山状の湯沼は完全に枯渇して土砂で埋まって平坦化した。湯沢も全長約230m中、14mを残して主要部分は枯渇した。現存している湧出孔は数箇所となった。

## 荒湯の歴史
現在の鳴子温泉が栄える以前、藩政時代の中頃にはこの地域中最も繁栄していた由緒のある温泉だった。
鬼首は蝦夷地の平定を目指していた奈良朝の時代から軍事上、交通上の要点であった。このため、737年（天平9年）多賀国府から秋田県雄勝郡に通じる羽前街道が新設され、これに次いで、玉造柵から鬼首を経て雄勝郡に達する羽後街道が開かれた。羽後街道は、鍛冶谷沢から山路へ入り田代で鬼首盆地に達した後、蟹沢、原台、軍沢、鬼首峠を経て雄勝郡に達する軍事上、重要な連絡路であった。さらに、田代の北側の黒森から東に入り、国見峠を経て平泉へ通じる街道もまた、交通状の要路であった。したがって、荒湯は田代や黒森の分岐点から比較的近い距離にあったということになる。1903年（明治36年）の現在の新道開通に続いて、1915年（大正4年）に陸羽東線が鳴子温泉まで開業したことで、鳴子へとメインルートは移って行った。

### 遊佐旅館[3]
家屋の側から湧出する姥湯と、上流から引湯して「うたせ湯」に供した滝湯とが利用されていた。湯主は遊佐氏で、湯銭を仙台藩に納めていた。一関藩主田村公の御用湯として名声を得ていた。元禄頃は、仙台から医者が来て、湯の検査をしていた。1日に670人から1,000人の浴客が来た記録がある。江戸や他国からも身分の高い客も来ていた。
| 年                 | 湯銭の額   |
| ------------------ | ---------- |
| 1660年（万治3年）  | 20両       |
| 1664年（寛文4年）  | 70両       |
| 1666年（寛文6年）  | 80両       |
| 1681年（天和元年） | 凶作で不納 |
| 1682年（天和2年）  | 30両       |
| 1686年（貞享3年）  | 15両       |

### 荒雄の湯神社
宿から約300m上段の小高い丘に湯の神を祀った祠があった。木の鳥居が立ち、その横から温泉が噴出していた。湯の神の本体は遠流志別石神。毎年4月7日に例祭を行っていた。

### 荒湯鉱山
硫黄を産出した鉱山。明治維新を経て鉱山法の制定に伴い、湯主の遊佐氏が権利を得るが後に譲渡した。1887年頃三井鉱山が権利を得て、ボーリング等を用いるも優良質の鉱石を発見できず権利を手放した。1902年（明治35年）に地方で飢饉があった際には、救済事業として鬼首、鳴子、川渡、一栗など近隣の村から労働者を集め、当時の内務大臣から感謝状が贈られた。1912年（明治45年）に蒸気精錬などの新たな手法で生産能力の向上を計り、鳴子ー蟹沢、蟹沢ー片山に索道を架設し搬出路を整備した。1916年（大正5年）三井鉱山が事業を代行し事業拡大。従業員は800名を超えた。しかし、第一次世界大戦後の不況の余波を受け、1920年（大正9年）に三井は権利を手放した。持ち主を転々とした後、1936年（昭和11年）日東紡績の関係会社として発電所を設立し、片山ー荒湯、片山ー赤沢、荒湯ー北滝索道を延長し、食料、薪剤、製品等の搬出路を整備した。鉱区内各所に軌道を設置、全山に電灯を整備した。娯楽機関や、学校を設立するなどした。社宅には共同浴場があった。
- 1586年（天正14年）：開湯[7]
- 1601年（慶長6年）：初めて湯銭を仙台藩に納める[4]
- 1886年（明治19年）：年間浴客数 2,199人の記録（参考：滝の湯（鳴子）2,567人/年、川渡 4,962人/年）
- 1887年（明治20年）頃：三井鉱山が荒湯鉱山の権利を得る[6]
- 1920年（大正9年）：三井鉱山が荒湯鉱山の権利を手放す[6]
- 1960年代：廃湯
- 1975年（昭和50年）：近隣に建設された鬼首地熱発電所が営業運転開始
- 1980年代：湯沼が枯渇し始める[1]
- 1968年（昭和43年）：栗駒国定公園に指定

現在、荒湯は栗駒国定公園第一種特別地域に指定されており、その他の工作物の新築等や、土地の形状変更は、公益性、必然性が認められない限り原則不可である。一方で、一部の温泉愛好家が残置したブルーシートや塩ビパイプ等が、放置されている現状がある。

## 泉質[7]
姥湯、滝湯ともに硫黄泉だった。

### 姥湯
源泉温度63℃、無色濁りあり、アルカリ性

### 滝湯
源泉温度96℃、無色透明、弱酸性

## 周辺
- 鬼首温泉
- 鬼首地熱発電所
- 潟沼
- 鳴子峡